# Кольпоскопия
Кольпоскопи́я (от др.-греч. κόλπος — «лоно» и σκοπέω — «наблюдать, исследовать») — диагностический осмотр входа во влагалище, стенок влагалища и влагалищной части шейки матки при помощи кольпоскопа — специального прибора, представляющего собой бинокуляр и осветительный прибор.

## Виды кольпоскопии
- Простая — без использования медикаментозных средств не имеет особого клинического значения.
- Расширенная — применение различных специальных тестов для осмотра слизистой шейки матки:
  - 3 % уксусная кислота — сужает неизменённые сосуды, проба используется обязательно, имеет наибольшее клиническое значение;
  - проба Шиллера — проба с раствором Люголя (йод выявляет гликоген в эпителии);
  - проба Хробака (с зондом выявляются запущенные случаи рака);
  - пробы с красителями (толуидиновый синий, генцианвиолет) — не используются;
  - трихлортетразоль — выявление ЛДГ как маркера рака;
  - адреналиновая проба — сосудистая.

## Разновидности кольпоскопии
Выделяются такие разновидности кольпоскопии, как фотокольпоскопия, стереофотокольпоскопия и кольпомикроскопия. Фотокольпоскопия позволяет получить фотографию стенок влагалища и различных участков влагалищной части шейки матки, стереофотокольпоскопия — их объёмные изображения с фиксацией кольпоскопической картины на кольпофотограммах, а кольпомикроскопия — проводить исследование с увеличением в 350 и более раз.

## Основные задачи
- выявление очага поражения;
- анализ общего состояния слизистой шейки матки и влагалища;
- дифференцировать доброкачественные новообразования от злокачественных;
- взятие мазка и биопсии для дальнейшей диагностики.

При кольпоскопии оцениваются внешний вид (цвет тканей, сосудистого рисунка; нарушения эпителия; наличие и форма желёз; границы выявленных образований).

## Кольпоскопические картины
Классификация Г. Гинзельмана
- 1. Неизменённая слизистая
  2. Доброкачественные поражения
    - кольпит
    - атрофия
    - истинная эрозия
    - эктопия (псевдоэрозия)

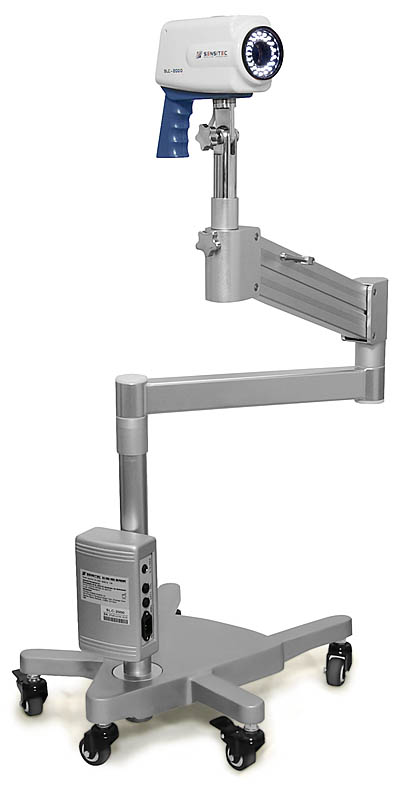
Кольпоскоп

    - зона превращения (трансформации) — открытые протоки желёз и Ов. Наботи
    - полипы

  3. Атипический эпителий
    1. Простой атипический эпителий
      - лейкоплакия
      - основа лейкоплакии
      - поля (мозаика)

    2. Повышенный атипический эпителий
      - глыбчатая лейкоплакия
      - папилярная основа
      - возвышенные ороговевающие поля
      - атипическая зона превращения

Отдельно описываются атипические сосуды (гигантские капилляры, причудливые сплетения, шпильки, штопор)